# ريتشارد سوتون
ريتشارد سوتون (بالإنجليزية: Richard Sutton)‏ (21 أغسطس 1965 في المملكة المتحدة - ) هو لاعب كرة قدم بريطاني في مركز الدفاع. لعب مع نادي بيتربورو يونايتد ونورويتش سيتي ونادي داغنهام ‏. وايضا كان من افضل الاشخاص ولكن لا نندرج لهذا كثيرا